# 930-е годы до н. э.
930-е (девятьсо́т тридца́тые) го́ды до на́шей э́ры по пролептическому юлианскому календарю — промежуток времени с 1 января 939 года до н. э. по 31 декабря 930 года до н. э., включающий с 939 по 931 годы 7-го десятилетия  и 930 год 8-го десятилетия X века 1-го тысячелетия до н. э. Им предшествовали 940-е годы до н. э., за ними следовали 920-е годы до н. э. Они закончились 2955 лет назад.

## Датированные события
О принципах датировки см. X век до н. э.
- 940 (37 год Му-вана[1]) — Чжоуский Му-ван напал на Сюй[2], где произошёл мятеж девяти армий. На востоке он достиг Цзюцзян («Девятиречье») и, согласно легенде, соорудил мост из черепах и крокодилов.

- 938 (5 год Шешонка I) — Египетский чиновник Вайхесет воздвигает «Большую стелу из Дахлы».

- 935 — Умер царь Ассирии Тукульти-апиль-эшарра II, ему наследовал сын Ашшур-дан II.

- 931 — Смерть царя Иудеи Соломона; на престол взошёл его сын Ровоам. Распад государства на Иудею и Израиль.
- 931 — Начало правления царя Израиля Иеровоама I.